# Droits de l'homme en Arménie
Les droits de l'homme en Arménie sont généralement mieux respectés que dans les autres anciennes républiques soviétiques et sont similaires à la situation des droits de l'homme en Géorgie. L'ONG américaine de défense des droits de l'homme Freedom House a étiqueté l'Arménie comme « partiellement libre » (Partly Free). La corruption reste en effet un problème en 2009 selon le département d'État des États-Unis.
La constitution du pays garantit la liberté de culte. La liberté de presse reste en revanche limitée, l'Arménie occupant en 2013 la 74e place du Press Freedom Index établi par l'ONG française Reporters sans frontières et plusieurs cas de brutalité policière ont été rapportés par les ONG.